# Association Sportive Municipale Belfort
El Asociación deportiva municipal de Belfort es un equipo de fútbol de Francia que milita en el Championnat National 3, la quinta liga de fútbol más importante del país.

## Historia
Fue fundado en el año 1947 en la ciudad de Belfort con el nombre Association Sportive des Patronages Belfortains, nombre que usaron hasta 1971 tras fusionarse con el US Belfort para crear al equipo actual.

## Palmarés
- CFA Grupo B: 1

2014/15

## Jugadores

### Jugadores destacados
| - Olivier Baudry - Gilles Deichelbohrer - Jérémy Deichelbohrer | - Cédric Faivre - Vincent Faivre - John Licina | - Pierre Tournier - Stéphane Véron - Patrick Jeskowiak |